# Vedem

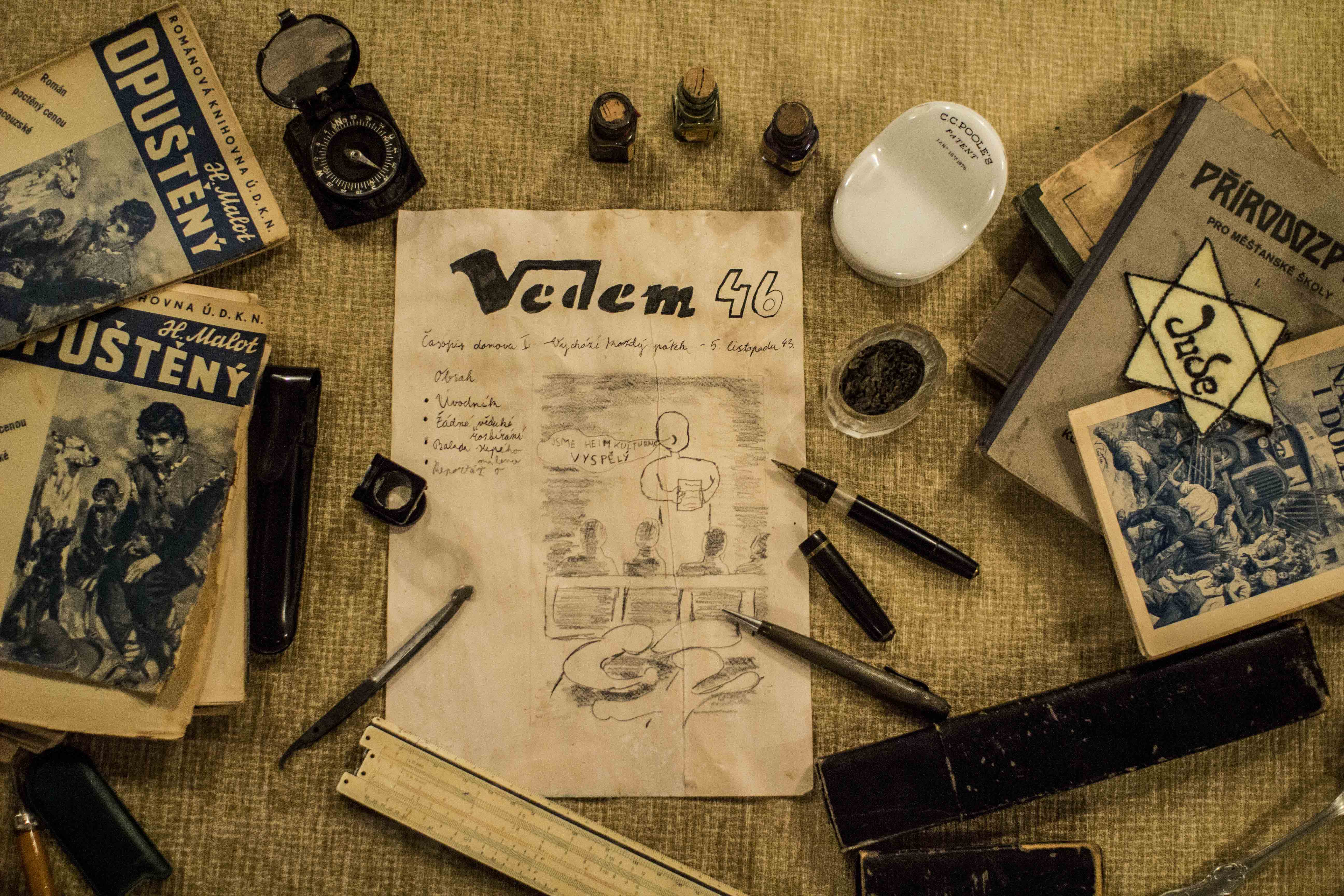
Časopis Vedem vydávali mladí kluci v terezínském ghettu během druhé světové války

Vedem byl český literární časopis vytvářený skupinou židovských chlapců v terezínském ghettu v letech 1942–1944.

## Historie časopisu

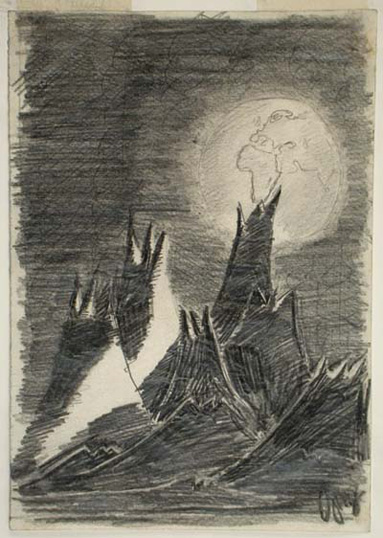
Kresba z terezínského ghetta, "Měsíční krajina" Petra Ginze

Časopis psali, redigovali a ilustrovali výhradně chlapci mezi dvanácti a patnácti lety, žijící v bloku „L417“ neboli „1. chlapeckém domově“, o kterém se zmiňovali jako o „Republice Škid“ (podle knihy o "Škole imjeni Dostojevskogo" – Škid – při chlapeckém sirotčinci v Petrohradě. (Tento chlapecký sirotčinec existoval počátkem dvacátých let dvacátého století; autorům a pamětníkům Republiky Škid G. Bělychovi a I. Pantělejevovi bylo v době napsání knihy roku 1926 devatenáct a sedmnáct let). Obsah časopisu Vedem tvořily básně, eseje, vtipy, dialogy, literární kritiky, povídky a kresby. Jednotlivé exempláře se ručně opisovaly a četly po ubikacích každý pátek v noci. Po nějaký čas byl časopis také vyvěšován v ubikacích na nástěnkách, posléze však bylo rozhodnuto od toho upustit pro nebezpečí v případě inspekce SS.
Inspirací autorů Vedem byl jejich učitel, osmadvacetiletý „profesor“ Valtr Eisinger, jemuž bylo uloženo dohlížet na chlapce v táboře. Podporoval jejich lásku k literatuře a povzbuzoval je k vlastnímu tvůrčímu vyjádření, k popisu toho, čeho byli svědky (často v humorném tónu), i vyslovení jejich nadějí do budoucna. Pravděpodobně díky jeho vlivu si chlapci zvolili jako symbol svých ubikací a časopisu raketu inspirovanou Julesem Vernem, letící ze stránek knihy ke hvězdám. Další důležitou osobou byl vychovatel Josef „Pepek“ Stiassny (1916 – 1944).
Eisinger ani Stiassny sami do časopisu pravidelně nepsali, příležitostně však přispěli úvodníkem, Eisinger i překlady z ruštiny. Samotný obsah dělali hoši, kteří se potulovali po Terezíně a hledali témata. Každý z chlapců měl přezdívku, kterou podepisoval své články. Přezdívkou mohly být nejasné iniciály, pseudonym nebo nějaký osobní vtípek jako „Bolševik“, „Nácek“ nebo „Car“. Občas se přezdívky měnily. Například jeden z plodných přispěvatelů Jiří Grünbaum se označoval jako „Medik Šnajer,“ „Socialista Šnajer,“ nebo jen „Šnajer,“ podle nálady. Dnes známe řadu přispěvatelů jen podle přezdívek a už se nedozvíme, kdo opravdu byli. Někdy v roce 1943 se deset nejplodnějších přispěvatelů začalo označovat jako „Akademie.“
Jedním z význačných přispěvatelů do časopisu Vedem byl „nz,“ občanským jménem Petr Ginz (1928–1944), který ve čtrnácti letech působil jako šéfredaktor časopisu. Když mu bylo šestnáct, byl deportován do koncentračního tábora v Osvětimi, kde zemřel v plynové komoře. Kopii jeho Ginzovy kresby Měsíční krajina, vytvořené v roce 1942, vzal v roce 2003 izraelský astronaut Ilan Ramon na raketoplán Columbia, který během přistání 1. února 2003 shořel v atmosféře nad Texasem. V roce 2018 putovala reprodukce kresby Měsíční krajina do vesmíru podruhé díky astronautovi Andrewu Feustelovi, který ji vzal s sebou na Mezinárodní kosmickou stanici.
Chlapci se pokoušeli maximálně přiblížit reálnému časopisu včetně žertem psané ceny na přebalu. Obsah zahrnoval poezii, dobrodružné příběhy, eseje a recenze knih včetně oblíbených rubrik jako „Citát týdne“ vybraný z pošetilých výroků chlapců. Například „Medik Šnajer“ byl jednou citován za větu: „Bojím se mluvit. Mohl bych říct něco hloupého.“ „Embryo“ zase pronesl: „Fotbal je nejlepší hra hned po Monopoly.“
V jednom čísle srovnávala recenze knihy Chaloupka strýčka Toma osud černošských otroků s osudem vězněných v Terezíně: konstatovala, že dokud nezačaly deportace, otroci na tom byli hůře, protože jejich rodiny byly rozděleny, od počátku deportací však obě skupiny trpí stejně. Oblíbenou rubrikou byly „Toulky po Terezíně“ od Petra Ginze, ve kterých navštěvoval různé instituce ghetta a dělal rozhovory s přítomnými lidmi. Popsal své výpravy do pekárny, porodnice, požární stanice a hrůzu nahánějící návštěvu krematoria.

## Uchování a vydání

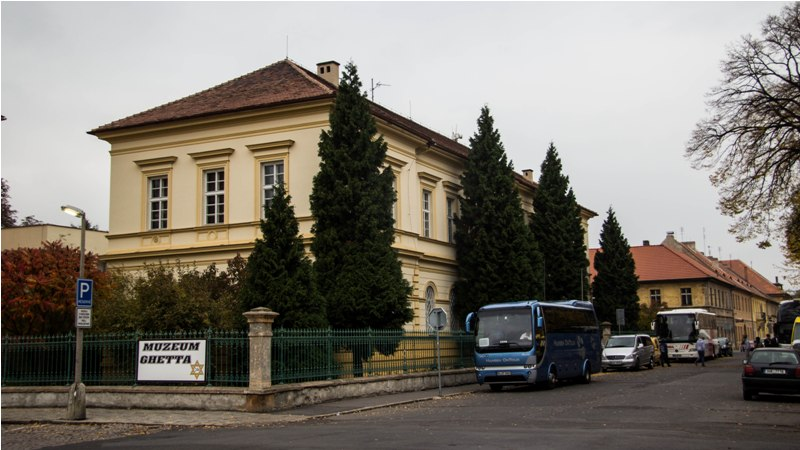
Budova L417, v které byl vydáván časopis Vedem

V roce 1944 byla většina obyvatel bloku L417 deportována do plynových komor v Osvětimi a žádné další číslo již nevzniklo. Ze stovky chlapců podílejících se na tvorbě časopisu Vedem přežilo jen asi patnáct. Pouze jeden z nich, Zdeněk Taussig, zůstal v Terezíně až do jeho osvobození v květnu 1945. Ukryl celkem 700 stránek časopisu v kovárně, kde pracoval jeho otec, a po osvobození je přivezl do Prahy.
Po válce úsilí vydat Vedem zmařil komunistický režim v Československu, úryvky však byly propašovány do Paříže, kde je vytiskl exilový časopis Svědectví. Téhož roku vyšla i v Československu strojopisná samizdatová verze a znovu v 80. letech. Tato verze byla vystavena na Frankfurtském knižním veletrhu v roce 1990.
Výňatky z časopisu Vedem, ilustrované nejen kresbami z časopisu, ale také kresbami od jiných dětí z Terezína, byly publikovány s úvodem od Václava Havla v roce 1995. Redaktory tohoto výběru byli i Kurt Jiří Kotouč a Zdeněk Ornest, dva z původních přispěvatelů z Terezína.
V roce 2010 studenti pražského Gymnázia Přírodní škola v rámci projektu Terezínská štafeta zveřejnili většinu publikovaných textů v časopisu na webových stránkách www.vedem-terezin.cz v přepsané elektronické podobě. O rok později zde také uveřejnili všechny dochované stránky časopisu pro online prohlížení. Postupem času web rozšířili o anglickou a esperantskou mutaci. Součástí je interaktivní mapa, která umisťuje původní reportáže do jednotlivých míst, o kterých byly napsány. Doplněna je o aktuální fotografie či virtuální prohlídky ze současných míst.